# 高寨鎮
高寨街道（こうさい-かいどう）は中華人民共和国青海省海東市に位置する互助トゥ族自治県の行政区画のひとつである。

## 概要
高寨街道は互助トゥ族自治県南東に位置し、東経101‘53'34”—102'05‘06”、北緯36'30'20”—36'37'04”、北は哈拉直溝郷、東は紅崖子溝郷に接し、南に平安区を臨み、西は西寧市となる。

## 歴史
互助トゥ族自治県高寨街道は1949年旧制度による高寨郷として設置、1954年に高寨回族自治区に改められ、1956年に西寧市に入るが、1958年に東方公社が設立され1962年には互助トゥ族自治県に復帰。1983年に高寨回族郷となり、2001年10月に高寨鎮となった。2022年2月に高寨街道となった。